# Pkill
pkill è un'utility a riga di comando inizialmente scritta per l'uso del sistema operativo Solaris 7. Venne poi rimplementato per Linux e per OpenBSD.
Come con i comandi kill e killall, pkill viene utilizzato per inviare dei segnali. Il comando pkill, infatti, permette di usare espressioni regolari e altri criteri.

## Esempi
Uccidi il processo acroread più recente
```
$ pkill -n acroread
```

Invia il segnale USR1 al processo acroread
```
pkill -USR1 acroread
```